# Comuna de Miłkowice
Miłkowice (polaco: Gmina Miłkowice) é uma gminy (comuna) na Polónia, na voivodia de Baixa Silésia e no condado de Legnicki. A sede do condado é a cidade de Chojnowa.
De acordo com os censos de 2004, a comuna tem 6118 habitantes, com uma densidade 70,8 hab/km².

## Área
Estende-se por uma área de 86,37 km², incluindo:
- área agricola: 72%
- área florestal: 11%

## Demografia
Dados de 30 de Junho 2004:
|                      | Total   | Total | Mulheres | Mulheres | Homens  | Homens |
| -------------------- | ------- | ----- | -------- | -------- | ------- | ------ |
|                      | pessoas | %     | pessoas  | %        | pessoas | %      |
| População            | 6118    | 100   | 3131     | 51,2     | 2987    | 48,8   |
| Densidade (pop./km²) | 70,8    | 100   | 36,3     | 36,3     | 34,6    | 34,6   |

De acordo com dados de 2002, o rendimento médio per capita ascendia a 1134,8 zł.

## Subdivisões
- Bobrów, Głuchowice, Gniewomirowice, Goślinów, Grzymalin, Jakuszów, Jezierzany, Kochlice, Miłkowice, Pątnówek, Rzeszotary-Dobrzejów, Siedliska, Studnica, Ulesie-Lipce,

## Comunas vizinhas
- Chojnów, Krotoszyce, Kunice, Legnica, Lubin, Złotoryja